# غاز اسکانیا
غاز اسکانیا (نام علمی: Anser anser) دسته‌ای از غازها هستند که خاستگاهشان در اسکانیا و در کشور سوئد می‌باشد.

## خاستگاه
غازهای اسکانیا بیشتر در اطراف شهرستان وومب و هانبرگا در اسکانیا قرار دارند. این پرندگان در در دهه ۱۹۲۰ به ثبت جهانی رسیده‌اند. تاکنون ۱۷۲ غاز اسکانیا در کشور سوئد ثبت شده‌است.

## نگارخانه

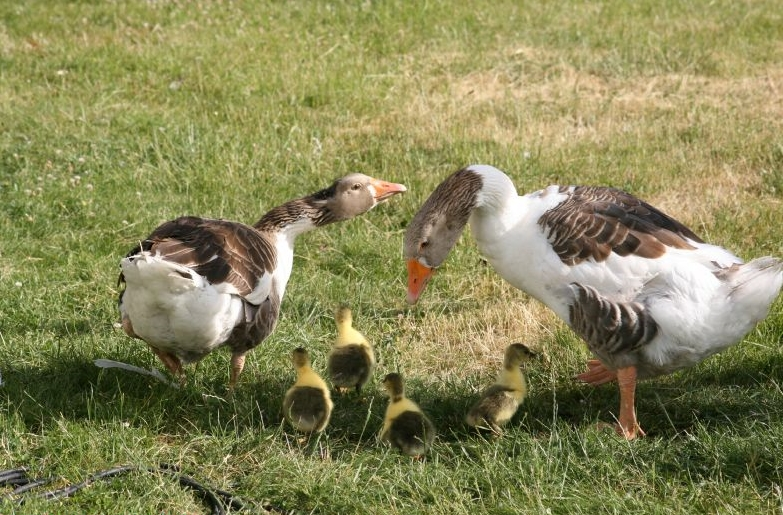
تصویری از غازهای اسکانیا